# Клевезаль, Фёдор Робертович
Фёдор Робертович Клевезаль (нем. Theodor von Klevesahl; 1851, Писаревка, Старобельского уезда Харьковской губернии — 1904, Ново-Псков, Старобельского уезда Харьковской губернии) — писатель, публицист. 

## Биография
Родился в дворянской семье в имении отца под Харьковом, старший сын Роберта Фёдоровича Клевезаля, брат Владимира и Николая (тоже революционера). Окончил Технологический институт. Неоднократно привлекался к дознанию и арестовывался по делу о пропаганде в Империи (см. Процесс 193-х) по обвинению в имении запрещённых сочинений, а с 19 октября 1874 года содержался в Петропавловской крепости, из которой освобождён 19 марта 1875 года с отдачею под надзор полиции. По выс. пов. 19 февр. 1876 г. дело о нём разрешено в административном порядке с подчинением его, после четырёхмесячное заключения в тюрьме, особому надзору полиции. Похоронен в слободе Ново-Псков Старобельского уезда.

### Революционная активность в семье
Несмотря на то что Фёдор Робертович родился в благополучной семье и был представителем русского дворянского рода, будучи сыном генерал-майора Кирасирскаго Ея Императорскаго Высочества Цесаревны полка Роберта Федоровича фон Клевезаля, Фёдор Робертович рано проявил интерес к революционному подполью и настроил в том же ключе своего младшего брата Николая, которого снабжал запрещённой литературой, за что тот был арестован. Уже после смерти Фёдора Робертовича, в 1907 году в связи с революционными волнениями был арестован, а затем отпущен и его брат Евгений. Это, впрочем, не помешало другому их брату, Владимиру, сделать хорошую карьеру при дворе и дослужиться до чина генерал-майора.